# 3 Jours max
3 Jours max è un film del 2023 diretto da Tarek Boudali.
Il film è il sequel di 30 Jours Max uscito nel 2020.

## Trama
Rayane, un goffo agente di polizia, sta cercando disperatamente di entrare nei servizi segreti. Un giorno, riceve una chiamata dal Messico: sua nonna è stata rapita durante le riprese del suo reality show, Cancún Eccoci. Per liberarla, ha 3 giorni di tempo per mettere le mani sui due smeraldi dai poteri eccezionali richiesti dai rapitori. Si assumerà tutti i rischi per raggiungere questo obiettivo tra Parigi, Abu Dhabi e Cancún.